# 四王天延孝
四王天 延孝（しおうでん のぶたか、1879年〈明治12年〉9月2日 - 1962年〈昭和37年〉8月8日）は、日本の陸軍軍人、政治家。ユダヤ陰謀論を唱え『シオン賢者の議定書』の邦訳などを行なった。最終階級は陸軍中将。衆議院議員。旧姓・西村。

## 経歴
前橋藩士・西村茂兵衛の弟として生まれ、川越藩士・四王天政彬の養嗣子となる。1899年（明治32年）11月、陸軍士官学校（11期）を卒業し、翌年6月、工兵少尉に任官し近衛工兵大隊付となる。
清国駐屯工兵中隊付などを経て日露戦争に出征。近衛工兵大隊中隊長、大本営運輸通信長官部副官、陸士教官、近衛工兵大隊付などを歴任し、1909年（明治42年）12月、陸軍大学校（21期）を卒業した。
関東都督府陸軍参謀、工兵第7大隊付、陸軍砲工学校教官、フランス軍従軍などを経て、1920年（大正9年）1月、シベリア出兵に際し浦塩派遣軍司令部付として出征し、さらに関東軍司令部付となりハルピン特務機関長を務めた。
1922年（大正11年）4月、陸軍航空学校教官となり、以後、同下志津分校長、陸軍省軍務局航空課長などの航空畑の役職を歴任し、1924年（大正13年）8月、陸軍少将に進級した。
陸軍兵器本廠付、国際連盟陸軍代表、兼同空軍代表、豊予要塞司令官、第16師団・第3師団の各司令部付などを経て、1929年（昭和4年）8月、陸軍中将に昇進し予備役に編入された。
以後、帝国飛行協会専務理事、大日本回教協会会長などを歴任した。戦時色が強まる中、国家主義的活動にも参画し、1939年（昭和14年）に対支同志会が主催した「英国排撃市民大会」ではイギリスを批判する演説を行った。1942年（昭和17年）の翼賛選挙では東京5区から推薦候補として出馬した。選挙活動においては「戦争の後ろに潜むユダヤ勢力の撃滅」について語ったという。児玉誉士夫などを破って全国最高点となる76250票を獲得して当選した。
1944年（昭和19年）1月、第84回帝国議会で陸士同期の東條内閣内務大臣安藤紀三郎に対してユダヤ人に関しての質問を行ったところ、安藤大臣から「日本国は太古から人種差別国家であってユダヤ人差別にも反対しない」との答弁を引き出している。
終戦後、1945年（昭和20年）12月2日、連合国軍最高司令官総司令部は日本政府に対し四王天を逮捕するよう命令（第三次逮捕者59名中の1人）。A級戦犯容疑で逮捕され、同年12月6日に衆議院議員を辞職し、1947年（昭和22年）に釈放された。この間に公職追放となった。
他に国本社理事、日本反ユダヤ協会会長なども務め、皇戦会員でもあった。
1962年（昭和37年）8月8日午前3時頃、東京都の日本赤十字社中央病院にて老衰により死去した。

## 栄典
- 1929年（昭和4年）9月30日 - 正四位[16]

## 著・訳書

### 単著
- 『第三インターナシヨナルに就て』新国民協会 1928年
- 『戦争か平和か』新更会刊行部 1932年 (現代日本の研究)
- 『フリーメーソン秘密結社に就いて』人類愛善会亜細亜本部 1933年
- 『社会主義・共産主義運動之実情』奉仕会 1933年
- 『国際聯盟の実情』奉仕会 1933年
- 『欧洲政局の混乱と国防に就て』正剣社 1935年
- 『第二次世界大戦来と我国防』名古屋毎日新聞社 1936年
- 『メーデーとフリーメーソンの正体』愛国義団本部 1937年
- 『時局と航空』横浜貿易協会 1937年
- 『猶太思想及運動』内外書房 1941年
  - 『ユダヤ思想及運動 付・シオンの議定書』（心交社、1987年） ISBN 4-915567-12-5　　　 内外書房1941年初版の復刻。
- 『四王天延孝清話』報国社 1942年
- 『World War and Jewish people = 世界大戰とユダヤ民族』世界文化研究會 1942年
- 『四王天延孝回顧録』みすず書房 1964年

### 訳書
- 太田龍 補訳・解説『シオン長老の議定書』（成甲書房、2004年） ISBN 4-88086-168-5　　　原著はヴィクター・マーズデンの『シオン賢者のプロトコル』より。
  - 四王天延孝 原訳、天童竺丸 補訳・解説『シオンの議定書 = THE PROTOCOLS OF THE ELDERS OF ZION : 定本』 成甲書房 2012年

### 共著
- 四王天延孝・駒井徳三[述]、加藤越山編 『ユダヤ人の陰謀満洲国の今後』大阪図書販売 1933年（時局問題叢書 ; 第5編）
- 四王天延孝・古城胤秀[著]、田中翠汀編『次の世界大戦』大阪図書 1933年（時局問題叢書 ; 第10編 特輯）
- 四王天延孝・今泉定助[著]『世界大戦の性格我が国防の本義』思想国防協会 1942年（思想国防講演 ; 第2輯）